# Vereniging Oud Hoorn

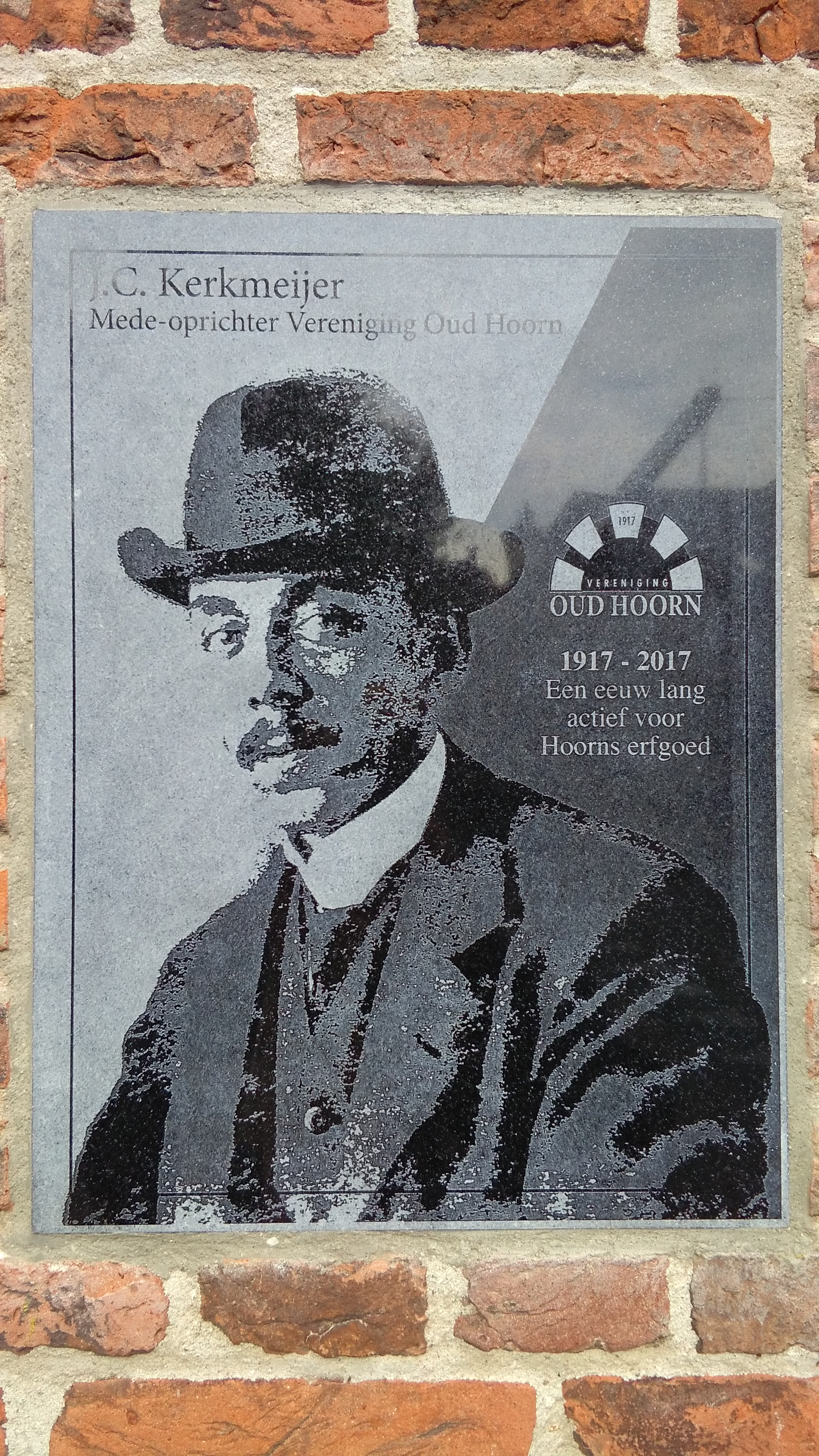
Plaquette aan de gevel van het pand Onder de Boompjes 22.

De Vereniging Oud Hoorn is een plaatselijke oudheidkundige vereniging in de Noord-Hollandse gemeente Hoorn. De vereniging werd in 1917 opgericht. Er zijn ongeveer 2000 betalende leden.

## Geschiedenis
J.C. Kerkmeijer schreef in december 1916 in een ingezonden brief bij een krant dat hij zich zorgen maakte over de verloedering van monumenten binnen de stad Hoorn. Op 6 juni 1917 kwam een groep met Kerkmeijer samen voor de oprichtingsvergadering van de Vereniging Oud Hoorn. 
Twee jaar na de oprichting heeft de vereniging er voor gekozen om ook speciale panden in Hoorn aan te kopen, om hen zo voor de toekomst te kunnen bewaren. De aangeschafte panden worden verhuurd als woning, of als bedrijfspand.
De vereniging kreeg in 1923 de mogelijkheid om de Mariatoren van de gemeente Hoorn te gebruiken. De toren werd onder leiding van Johannes van Reijendam gerestaureerd, om zo in zo oorspronkelijk mogelijke toestand hersteld te worden. Na restauratie werd het pand ook opengesteld voor het publiek, zodat zij kennis konden maken met de historie van de stad. De Duitse Wehrmacht heeft in 1944 nog geprobeerd om de toren in beslag te nemen, maar dit heeft de vereniging net weten te voorkomen.
In 1990 verhuisde de vereniging naar een van de twee voormalige pakhuizen van de Vereenigde Oostindische Compagnie aan Onder de Boompjes. De vereniging heeft hier een winkel, tentoonstellingsruimte, bibliotheek en vergaderruimte.

## Doel
De vereniging stelt zich ten doel het materiële en immateriële erfgoed binnen de gemeente Hoorn te beschermen en de kennis over de geschiedenis van de gemeente en haar erfgoed te vergroten en te verspreiden.

## Activiteiten
Sinds 1979 wordt het gelijknamige kwartaalblad uitgegeven. Een enkele keer wordt een regulier nummer vervangen door een themanummer, waaronder het nummer van juni 2019 dat werd uitgegeven ter herinnering aan de Gouden Eeuw in Hoorn. In de nummers worden zowel actuele zaken als historische gebeurtenissen besproken.
In de zomer worden er stadswandelingen aan de hand van een (actueel) thema gehouden, in de winter zijn er lezingen. De vereniging richt zich op educatie aan de groepen 7 en 8 van het basisonderwijs.
De vereniging heeft een online bibliotheek met een beeldbank van circa 35.000 items. In de beeldbank bevinden zich afbeeldingen met informatie over de monumentenstatus, publicaties en het kadaster.
De werkgroep stadsontwikkeling geeft gevraagd en ongevraagd advies over verbouwingen en bestemmingsplannen in de gemeente.

## Stichting Monumenten Oud Hoorn
De Stichting bezit vijf panden in de Binnenstad, die verhuurd worden. Het gaat hierbij om de volgende panden, in volgorde van verwerving:

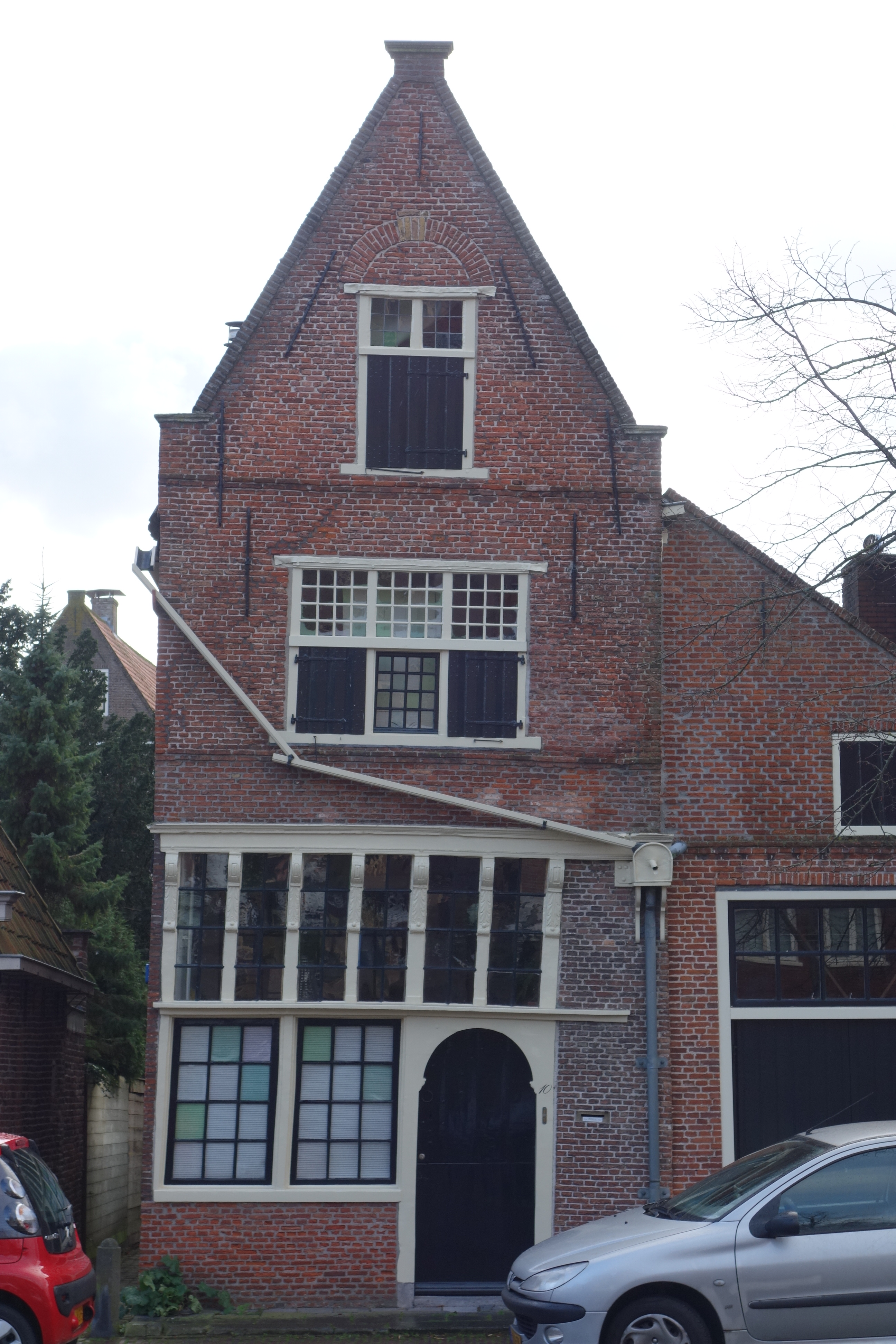
Bierkade 10
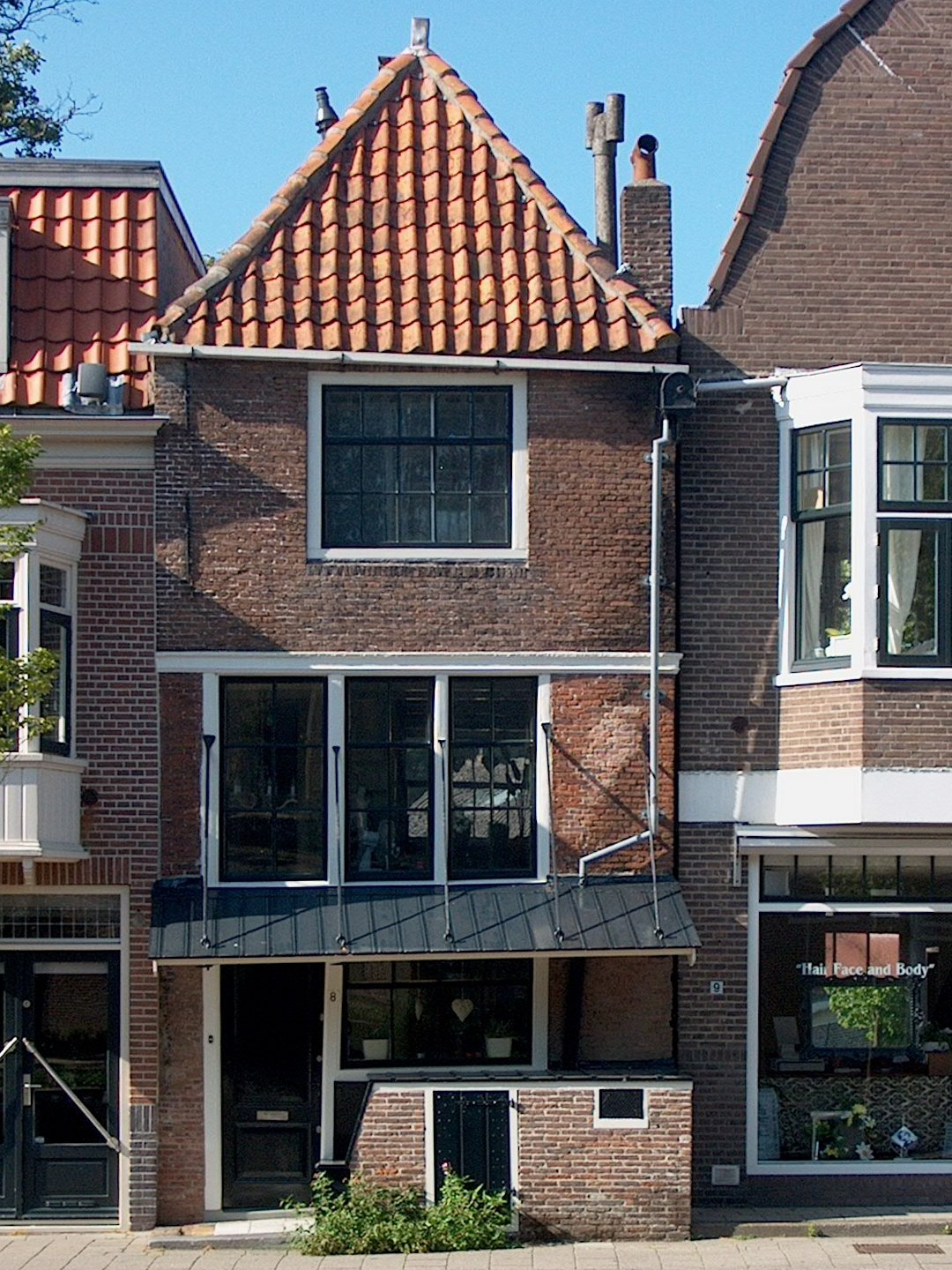
Onder de Boompjes 8
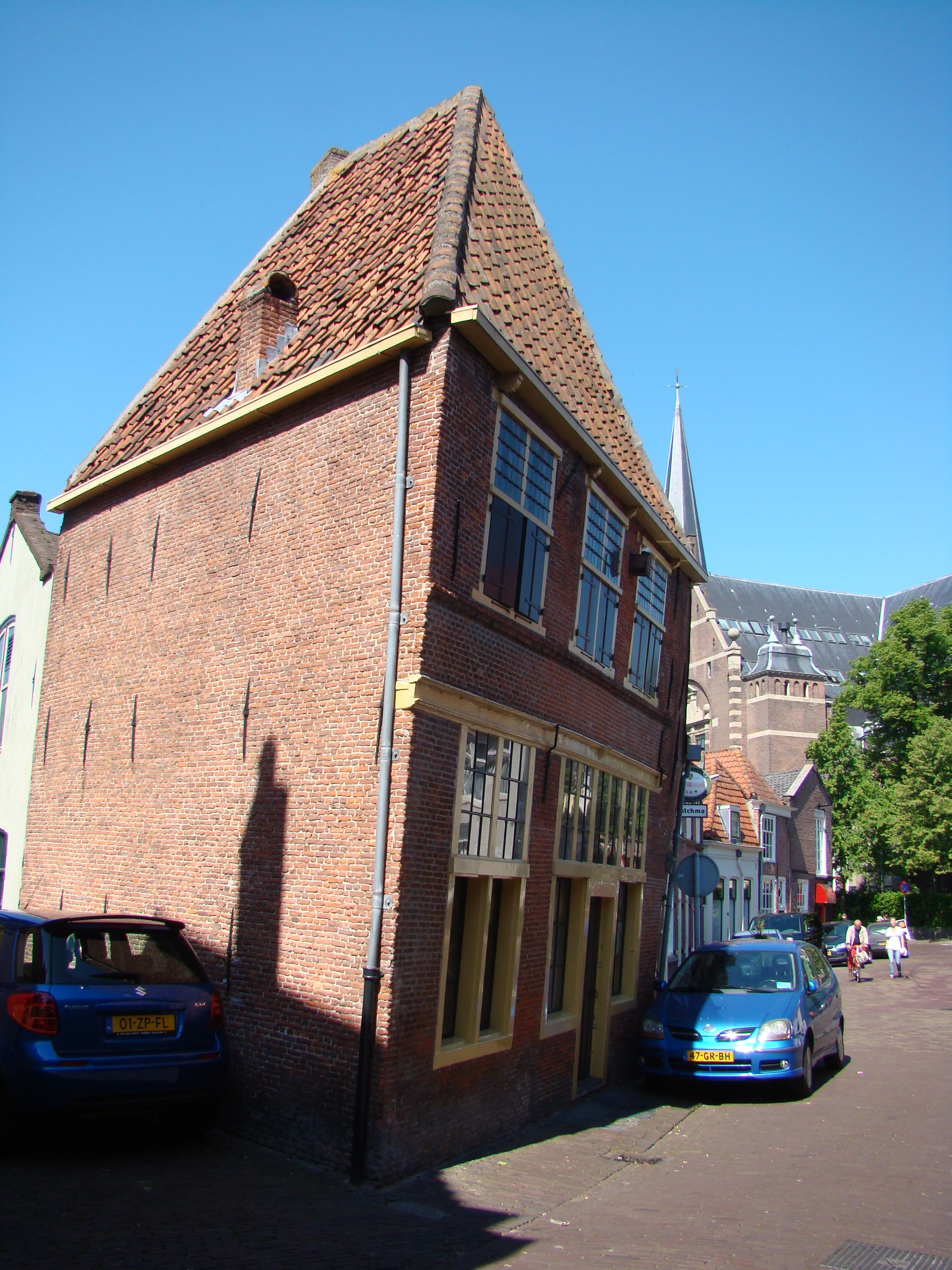
Schoolsteeg 7
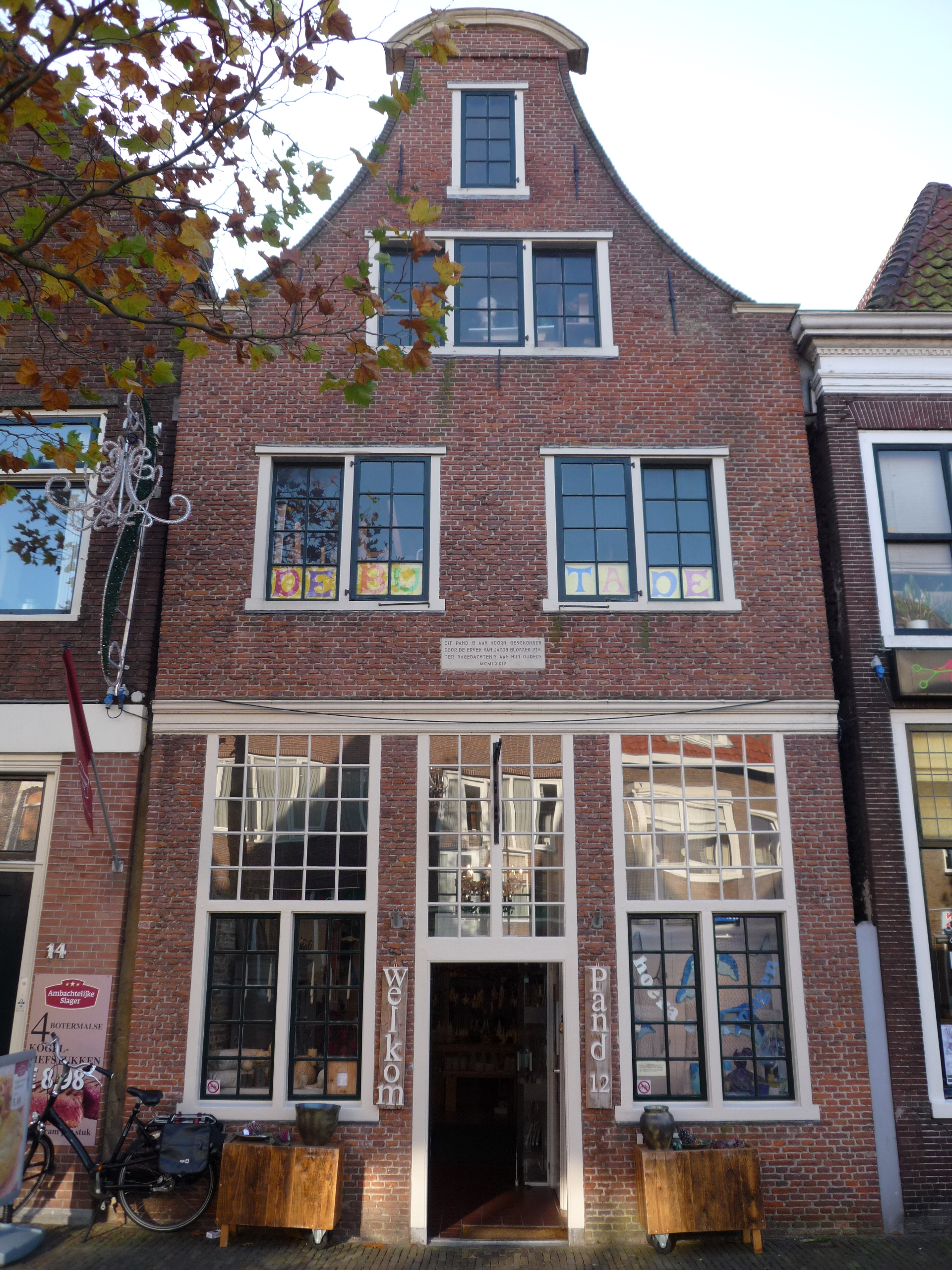
Breed 12
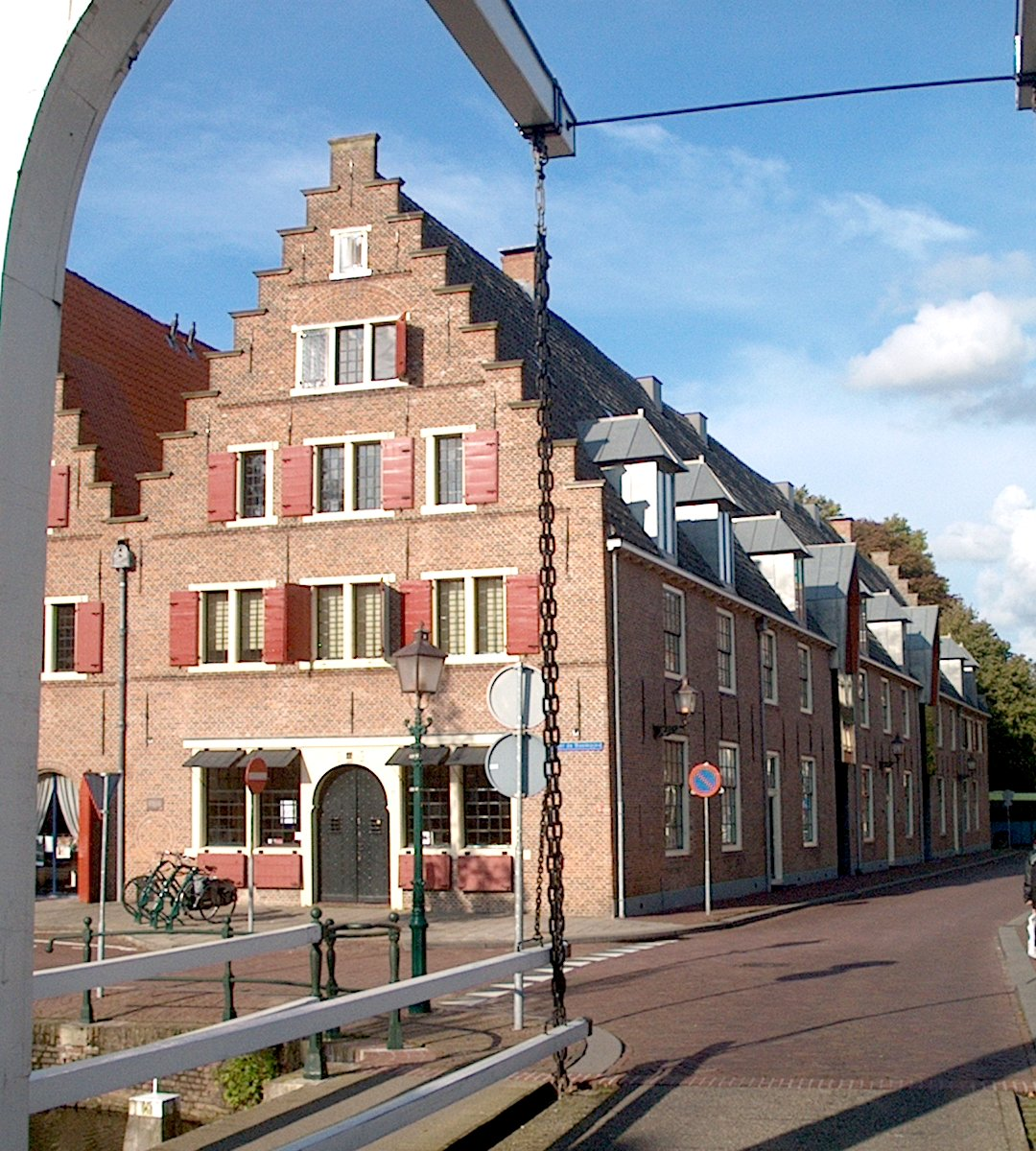
Onder de Boompjes 22